# Панайотиди, Аристид Георгиевич
Аристид Георгиевич Панайотиди (28 февраля 1971, Москва) — советский и российский футболист, выступавший на позиции вратаря. Играл в высших дивизионах России, Греции и Армении.

## Биография
Воспитанник футбольной школы московского «Динамо». На взрослом уровне начал выступать в 18-летнем возрасте в составе смоленской «Искры», где проходил военную службу. В последнем сезоне чемпионата СССР играл за тверскую «Волгу».
В 1992 году перешёл в тюменский «Динамо-Газовик». Дебютировал в высшей лиге 29 марта 1992 года в матче против камышинского «Текстильщика». Всего в марте — мае 1992 года принял участие в семи матчах высшей лиги, все эти матчи были проиграны, но большинство — с минимальным счётом. Летом 1992 года покинул клуб, выступал за «Торпедо»/«Спартак» из Рязани в первой и второй лигах, а весной 1996 года сыграл один кубковый матч за смоленский ЦСК ВВС «Кристалл».
В 1996 году присоединился к московскому «Спартаку», был третьим вратарём команды после Александра Филимонова и Руслана Нигматуллина и не сыграл ни одного официального матча. В золотом матче 1996 года против «Алании» был запасным вратарём.
В конце карьеры выступал за любительские клубы Подмосковья, а в 2002 году сыграл один матч в чемпионате Армении за «Мику». Завершил спортивную карьеру в возрасте 31 года.
После окончания карьеры работал техническим директором в московском «Динамо».

## Личная жизнь
Сын Георгий (род. 1995) тоже занимался футболом, выступал на позиции нападающего за юношескую команду «Динамо» и юношескую сборную России, но на взрослом уровне не заиграл.